# Tiếng Na Uy cổ
Tiếng Na Uy cổ (Tiếng Na Uy: gammelnorsk, gam(m)alnorsk), còn được gọi là tiếng Na Uy Bắc Âu là một dạng của Tiếng Na Uy từng được nói vào giữa thế kỉ 11 và 14, giai đoạn chuyển tiếp giữa phương ngữ Tây Bắc Âu cổ và tiếng Na Uy trung đại, cũng như tiếng Normand cổ và tiếng Faroe cổ.
Theo truyền thống, tiếng Na Uy cổ được chia thành các phương ngữ chính là Tây Bắc, ngoại Tây Nam, nội Tây Nam, Trøndersk, Đông Bắc và Đông Nam.

## Na Uy trung cổ
Dịch cái Chết Đen xảy ra ở Na Uy năm 1349, giết chết hơn 60% dân số. Điều này khởi phát một quá trình phát triển mới trong tiếng Na Uy. Ngôn ngữ ở Na Uy sau năm 1350 đến 1550 thường được gọi là Na Uy trung đại. Ngôn ngữ đã trải qua vài thay đổi: đơn giản hóa ngữ pháp và sự biến mất của các cách ngữ pháp.